# 폴 미첼
폴 미첼(Paul Mitchell, 정식 명칭: 폴 미첼 3세, Paul Mitchell III, 1956년 11월 14일 – 2021년 8월 15일)은 2017년부터 2021년까지 미시간주 10번째 의회 선거구에서 미국 하원의원을 역임한 미국 사업가이자 정치인이었다. 그는 의회를 떠나기 3주 전인 2020년 12월에 당을 탈퇴하고 무소속이 되었다. 2019년 7월, 미첼은 가족과 더 많은 시간을 보내기 위해 2020년 재선에 출마하지 않겠다고 발표했다.